# Gendatenbank
Eine Gendatenbank ist eine Datenbank, in der genetische Information von Organismen – beispielsweise der genetische Fingerabdruck einer Person – gespeichert werden und ist damit eine Spezialform der Biobanken.
Einsatzmöglichkeiten einer solchen Datenbank können unter anderem sein:
- in der Medizin, um Verträglichkeiten bei einer Organtransplantation im Vorfeld zu klären.
- in der Strafverfolgung, um einen Verdächtigen anhand von am Tatort aufgefundenem DNA-Material als Täter zu überführen.
- in der Biologie, um Abstammungen und Verwandtschaften zwischen verschiedenen Spezies rückzuverfolgen und Taxonomien aufzustellen.

## Gendatenbanken in der Strafverfolgung
In der Strafverfolgung werden Gendatenbanken genutzt, um Täter aufgrund ihrer am Tatort hinterlassenen DNA-Spuren (z. B. in Blut, Speichel, Haarwurzeln) zu überführen. Hierzu dient zum Beispiel die DNA-Analysedatei des BKA.

## Gendatenbanken in der Biologie
In der Biologie werden Gendatenbanken verwendet, um einerseits eine von morphologischen Merkmalen unabhängige Identifikation von Arten zu ermöglichen und andererseits, um Stammbäume von Arten zu rekonstruieren.

### Identifikation von Arten
Klassischerweise werden Arten anhand morphologischer Merkmale identifiziert. Dies wirft zwei Probleme auf: zum einen liegt damit eine unklare Definition einer Art vor, zum anderen ist die Entscheidung, ob eine neue Spezies entdeckt wurde, nur dann möglich, wenn man den ganzen Organismus betrachtet. Liegen beispielsweise nur Blätter einer neu entdeckten Pflanze vor, ist die Entscheidung, ob sie einer bereits bekannten Art angehört oder nicht, unmöglich. Gleicht man dagegen bestimmte genetische Marker mit den in einer Datenbank vorliegenden Barcodes ab, ist eine schnelle und eindeutige Identifizierung selbst dann möglich, wenn nur geringe DNA-Proben des Organismus zur Verfügung stehen.

### Phylogenetik
Ein Vergleich der DNA-Sequenzen einer Datenbank untereinander (zum Beispiel mithilfe des BLAST-Algorithmus) kann Aufschluss über die Verwandtschaften verschiedener Arten geben. So konnte auf diese Weise zum Beispiel gezeigt werden, dass Menschen enger mit Seeanemonen als mit Gliederfüßern wie etwa der Fliege verwandt sind.